# Кабаклар
Кабаклар (на гръцки: Καμπακλάρ) е бивше село в Република Гърция, разположено на територията на дем Бук (Паранести) в област Източна Македония и Тракия.

## География
Кабаклар се намира в южните склонове на Коджадаг между Зарич (Псили Рахи) и Суруджилер (Тихос). На практика е долната южна махала на Зарич, но на другата западна страна на реката.

## История
В началото на XX век селото е турско. През 1923 година жителите на Кабаклар са изселени в Турция по силата на Лозанския договор и на тяхно място са настанени гърци бежанци.